# Tjerez ternii k zvjozdam
Tjerez ternii k zvjozdam (russisk: Через тернии к звёздам) er en sovjetisk spillefilm fra 1981 af Ritjard Viktorov.

## Medvirkende
- Jelena Metjolkina som Neeja
- Uldis Lieldidz som Sergej Lebedev
- Vadim Ledogorov som Stepan Lebedev
- Jelena Fadejeva som Marija Pavlovna
- Vatslav Dvorzhetskij som Pjotr Petrovitj